# Aeronautica Sicula
L'Aeronautica Sicula è stata una azienda aeronautica italiana, con sede a Palermo.

## Storia

### L'Aeronautica Ducrot
L'azienda ha origine nel 1916, quando Vittorio Ducrot, converte le "Officine Ducrot", impegnate fino ad allora nella produzione di mobili e arredamenti di interni di navi per far fronte alle commesse dell'Italia impegnata nella prima guerra mondiale. Fondò così la "Vittoria Aeronautica Ducrot", insieme ai Florio, per la costruzione di idrovolanti per la Regia Marina. Su licenza della Franco-British Aviation Company produsse l'idroricognitore biplano FBA Type H. Per il collaudo veniva utilizzato il golfo di Mondello.

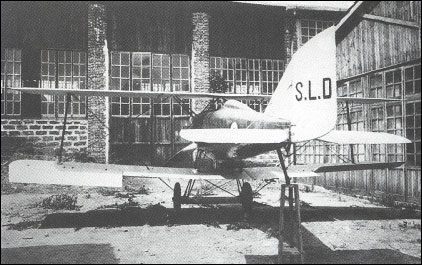
Il prototipo dell'SLD nelle Officine Ducrot

Il suo fiore all'occhiello fu un aereo da caccia ad alte prestazioni, il Ducrot SLD, progettato nel 1918 dagli ingegneri Manlio Stiavelli e Guido Luzzatti che raggiungeva una velocità massima di 300 km/h. Il primo prototipo uscì nell'ottobre 1918, ma la fine della guerra interruppe la sperimentazione.
Negli anni venti l'attività continuò per un periodo come "Società Aeronautica Ducrot & Florio" per la Società Italiana Servizi Aerei.

### L'Aeronautica Sicula
Nel 1935, in collaborazione con Giovanni Battista Caproni, presidente dell'omonima società, Ducrot costituì la "Società Caproni-Ducrot costruzioni aeronautiche", l'anno dopo divenuta "Aeronautica Sicula S.A.". La società iniziò la produzione, su licenza, di idrovolanti, presso il Cantiere navale di Palermo. Furono costruiti oltre 200 esemplari del Cant Z.501 Gabbiano, su licenza della CANT.
La produzione si intensificò con la seconda guerra mondiale. Un contratto della Regia Aeronautica del 19 maggio 1941 assegnava all'Aeronautica Sicula una commessa per CANT Z.515, un idropattugliatore marittimo bimotore ad ala bassa, per 52 esemplari da realizzarsi su licenza, ma non fecero in tempo ad uscire dalla catena di produzione. L'azienda effettuò anche la revisione e riparazione del Savoia Marchetti S.M.79 Sparviero. Ducrot intanto morì nel 1942.
Nell'agosto 1943, dopo l'invasione della Sicilia, 12 velivoli CANT Z.501 incompleti nello stabilimento, furono catturati dagli alleati. Più tardi, l'Aeronautica Sicula riparò molti di questi idrovolanti per essere utilizzati dall'Aeronautica Cobelligerante Italiana. Alcune modifiche furono adottate durante la produzione, come la rimozione della mitragliatrice anteriore, sostituita da una carenatura chiusa.
Nel dopoguerra l'azienda si convertì alle produzioni ferroviarie. Agli inizi degli anni sessanta tentò di tornare anche nel settore delle costruzioni aeronautiche in collaborazione con la SAI Ambrosini, con la prevista realizzazione su licenza dell'elicottero statunitense Doman D-10 e del Doman LZ-5. Cessò l'attività alla fine degli anni sessanta  per costituire nel 1970, insieme alla SIMM, la Aerosicula Metalmeccanica di Carini per la costruzione di materiale rotabile, dal 1975 Imer.
Nel 1967 realizzò l'avveniristico telaio (di chiara ispirazione aeronautica) dell'Alfa Romeo 33 composto da due grossi tubi in magnesio rivettato (20 cm di diametro) collegati insieme trasversalmente a forma di “H” irregolare. Il telaio destinato ad ospitare la versione stradale fu leggermente modificato; i tubi della parte centrale invece del magnesio furono realizzati in lamiera d’acciaio e allungati di 10 cm (e di conseguenza il passo della macchina) per assicurare un po’ più  spazio nel cockpit.